# Friesau
Friesau ist ein Ortsteil der Stadt Saalburg-Ebersdorf im Saale-Orla-Kreis in Thüringen. Friesau hat 381 Einwohner (Stand: 2016).

## Geografie und Geologie
Friesau liegt 520–600 m über NN. Unweit vom Ort endet das Thüringisch-Fränkische Schiefergebirge und geht in das Südostthüringer Schiefergebirge über. Diese Böden sind vorwiegend aus quarzistisch gebänderten Tonschiefer und Quarzsandsteinen hervorgegangen. Hinzu kommt noch der hohe Humusgehalt, sodass mit diesen Erden hohe Erträge erreichbar sind. Quellmulden sowie schmale Tallagen der Bäche sind typische Grünlandstandorte. Ackerbau wird auf plateauartigen Geländerücken, welligen Ebenen und Flachhängen begünstigt. Auf sonstigen Lagen überwiegt die forstliche Nutzung. Verkehrsmäßig ist Friesau und die Umgegend gut erschlossen. Der Bahnhof Ebersdorf-Friesau liegt an der Bahnstrecke Triptis–Marxgrün. Es findet ausschließlich Güterverkehr statt. Die Lage des Dorfes ist für Erholungsuchende sehr interessant.
Mit der Linie 620 des Verkehrsunternehmens KomBus hat Friesau Anschluss an die Städte Naila, Bad Lobenstein und Ziegenrück.

## Nachbarorte
Die nächstgelegenen Orte (im Uhrzeigersinn) sind: Remptendorf, Röppisch, Zoppoten, Ebersdorf, Schönbrunn, Unterlemnitz, Oberlemnitz und Eliasbrunn.

## Geschichte
1344 wurde Friesau urkundlich erstmals erwähnt.
Wahrscheinlich im 12. Jahrhundert wurde eine Wehrkirche errichtet, die 1447 mit einem berühmten Flügelaltar ausgestattet wurde und in der eine Kanzeluhr erhalten ist. Heute steht die Kirche unter Denkmalschutz.
Nach der Wende wurde um das Bahngelände ein Gewerbegebiet gebaut und eingerichtet.
Mit Urlaub auf dem Lande geht das Bauerndorf neue Wege für Erholungsuchende.

## Wirtschaft
Das landwirtschaftlich orientierte Dorf bildete nach der Wende die Agrarvereinigung Friesau. Außerdem fanden sich zwei Wiedereinrichter. Einer davon arbeitet traditionell und der andere modern.
1992 nahm Klausner Holz Thüringen ein Sägewerk mit einer Einschnittkapazität von 2,2 Mio. fm/Jahr in Betrieb, das per Bahn und per LKW mit Rundholz beliefert wird. Das Sägewerk gehört seit 2017 zu Mercer International.

## Söhne und Töchter des Ortes
- Friedrich Ferdinand Taut (1845–1887), deutscher Gutsbesitzer und Politiker
- Gottlieb Schwalbe (1830–1907), deutscher Pfarrer in Friesau und Politiker